# بلقاء خماسية العروق
بلقاء خماسية العروق (الاسم العلمي:Melaleuca quinquenervia) هو نوع من النباتات يتبع جنس البلقاء من فصيلة الآسية.

## معرض صور

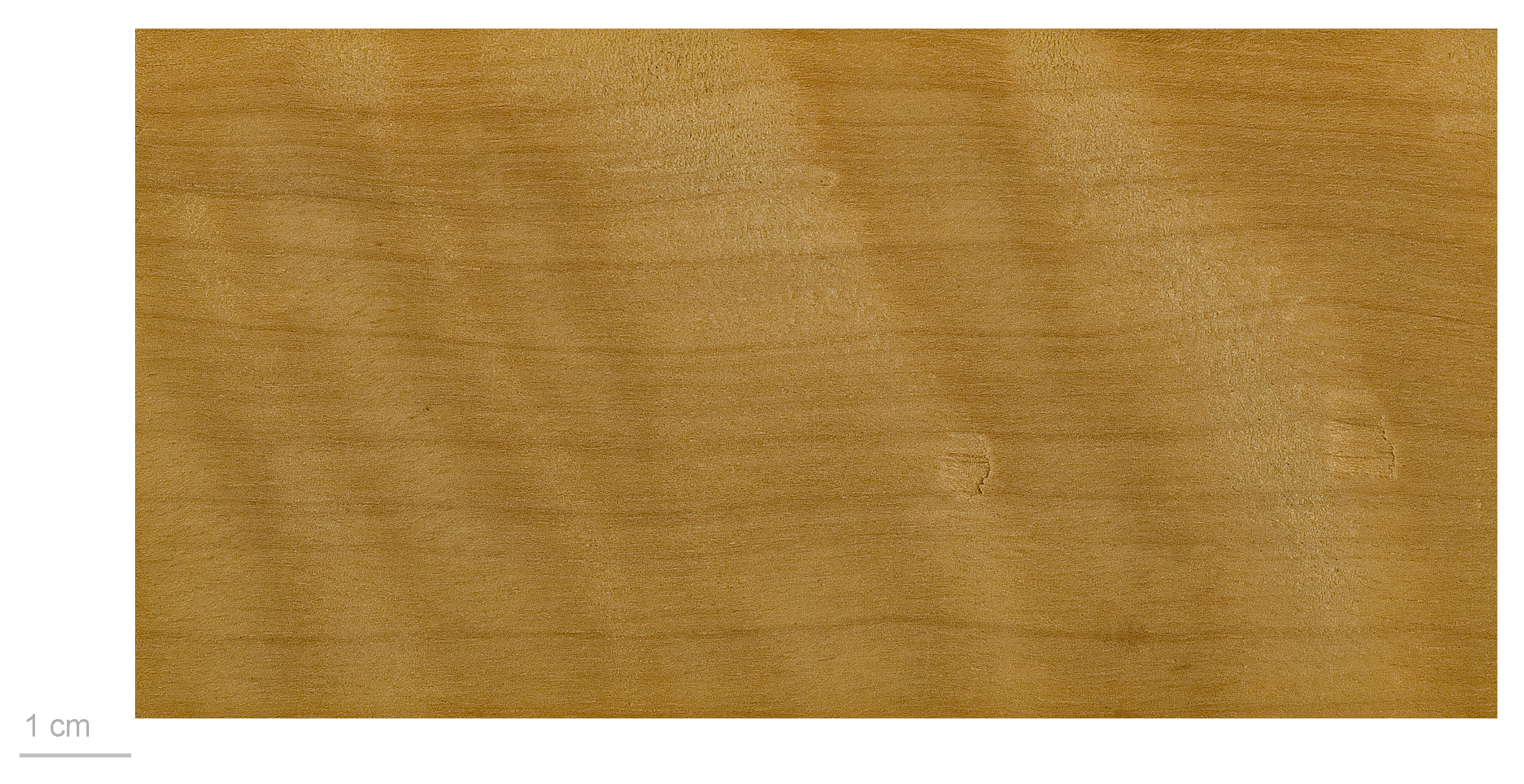
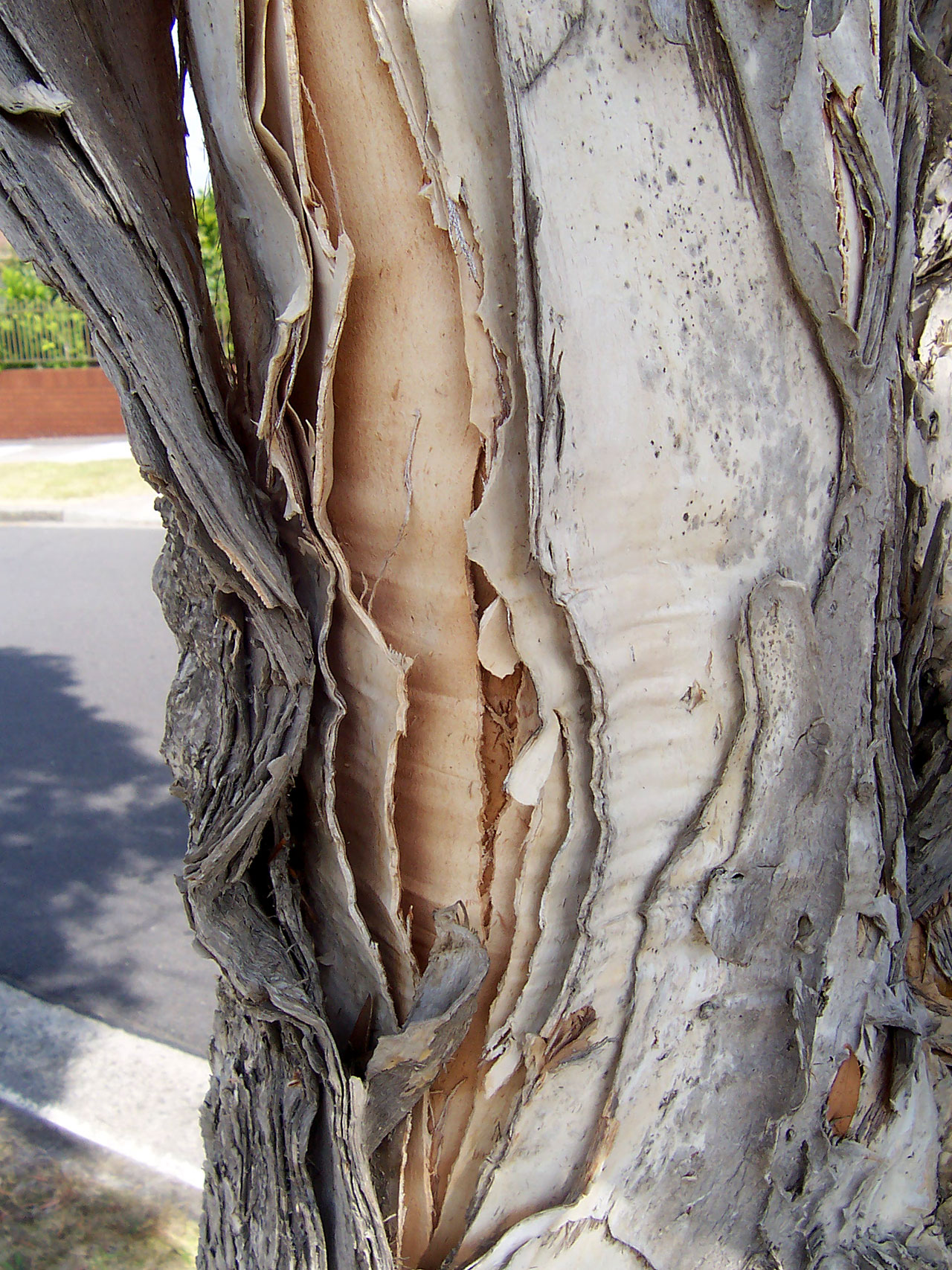
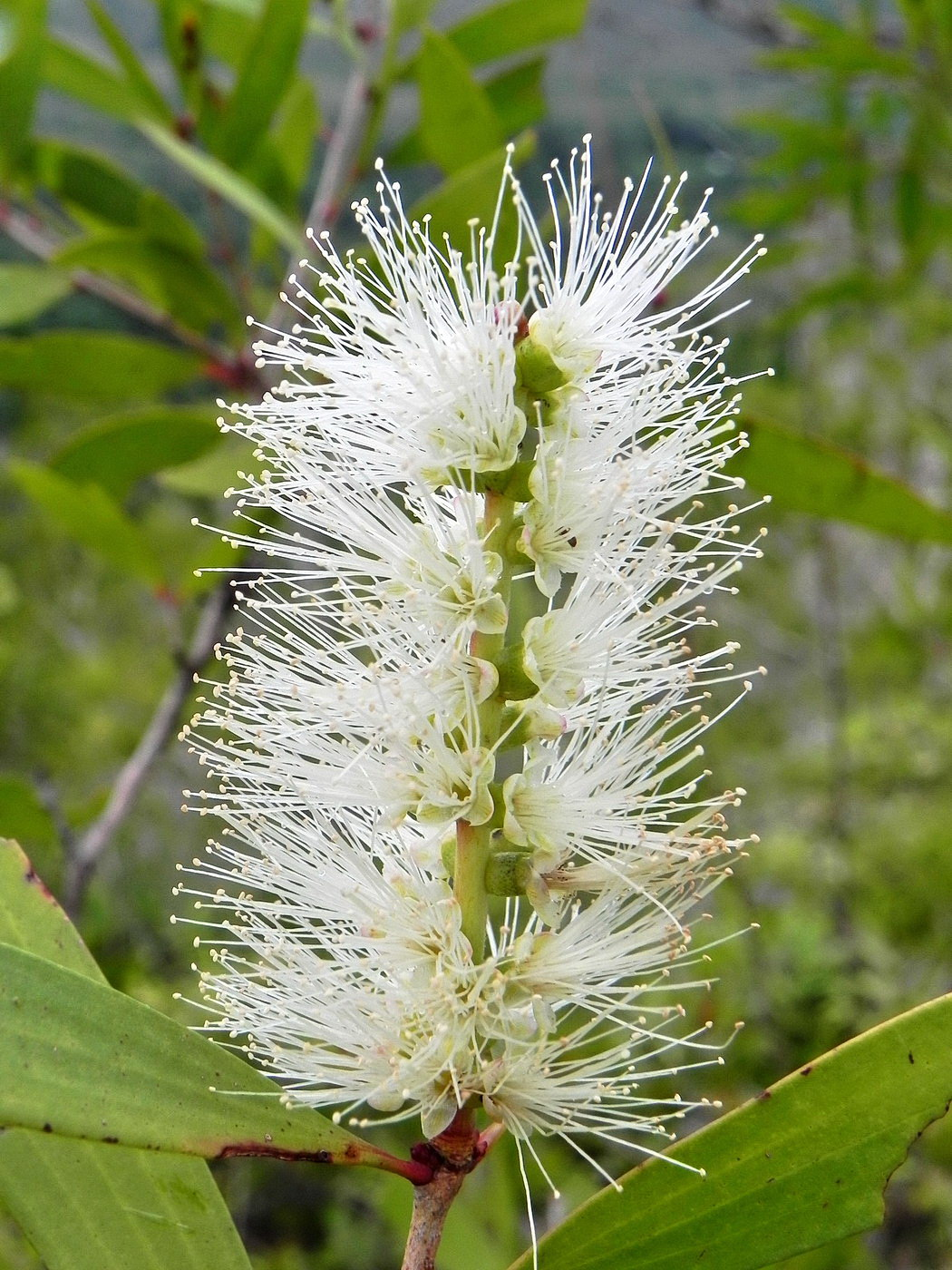
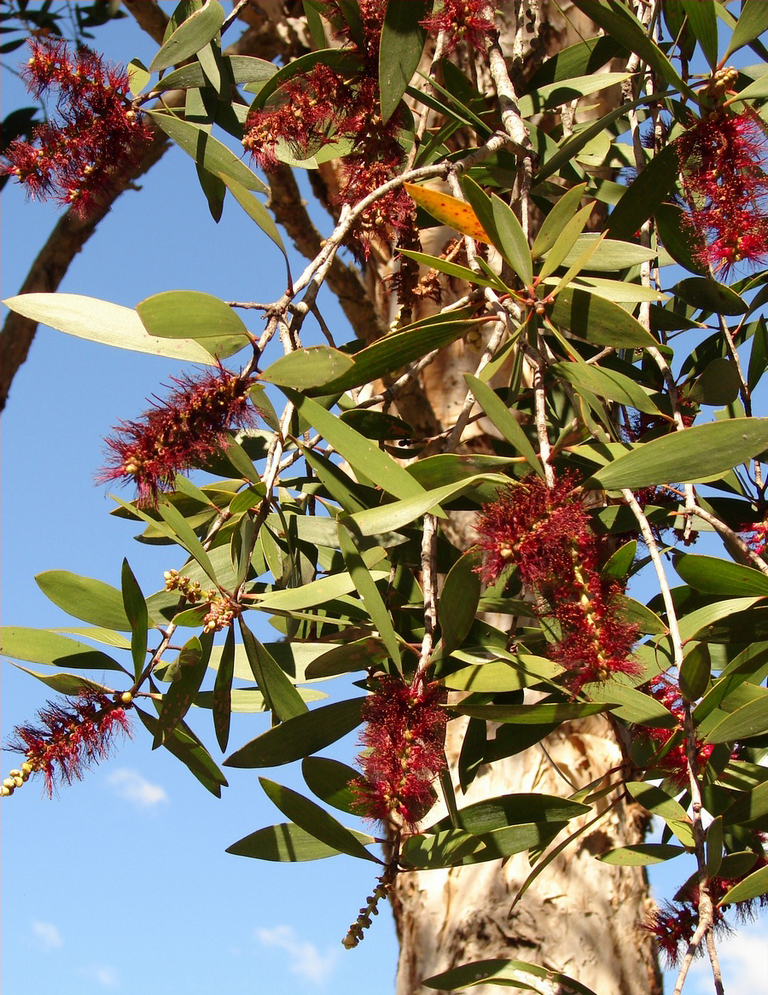